# Dolmen de Cantegrel
Le dolmen de Cantegrel, appelé aussi dolmen des Clotes ou Roc del Cayre, est situé à Saint-Chamassy dans le département français de la Dordogne.

## Historique
Le docteur Testut étudie le dolmen en 1881 et charge son élève Louis Gouzot d'y opérer une fouille. L'édifice est signalé en 1885 par Anatole de Romejoux. En 1898, Émile Rivière, qui y pratique une fouille sommaire, en donne la première description sous le nom de dolmen des Clotes. Peyrony et Belvès le décrivent en 1913 sous le nom de dolmen de Cantagrel. En 1935, Secondat et Marchadier publient une étude plus complète,. 
L'édifice est inscrit au titre des monuments historiques en 2008.

## Description
Le dolmen est orienté nord-nord-ouest/sud-sud-est. Il comporte cinq orthostates. Les deux supports côté est sont perpendiculaires à la dalle du côté nord. Les supports ne sont enfoncés dans le sol que de quelques centimètres. La dalle du côté sud ne semble plus être à sa place initiale, elle n'est plus alignée avec les autres supports, ni de même hauteur :
| Dalle      | Longueur | Épaisseur | Hauteur moyenne |
| ---------- | -------- | --------- | --------------- |
| Côté nord  | 1,30 m   | 0,30 m    | 0,70 m          |
| Côté est   | 1 m      | 0,30 m    | 0,70 m          |
| Côté est   | 1,45 m   | 0,30 m    | 0,70 m          |
| Côté sud   | 0,55 m   | 0,15 m    | 0,70 m          |
| Côté ouest | 1,20 m   | 0,30 m    | 0,70 m          |

La table est de forme ovale. Elle mesure 2,50 m dans sa plus grande largeur sur 3,50 m dans sa plus grande longueur. Deux orthostates ne supportent plus la table. Toutes les dalles sont en grès rouge. La chambre sépulcrale est large de 1,20 m à l'entrée, de 1,52 m au centre et de 1,29 m au fond pour une longueur totale de 2,34 m. Elle ouvre à l'est.
Il est probable que lors de la construction du chemin reliant Saint-Chamassy à Bigaroque, qui longe le côté ouest du dolmen, certaines dalles d'origine furent prélevées et que d'autres furent déplacées pour éviter l'effondrement de la table. La seule dalle restante côté ouest comporte des rainures droites d'une profondeur maximale de 1,50 cm, elle pourrait avoir été précédemment utilisée comme polissoir.

## Fouilles
Dans plusieurs lettres datées de 1883, Louis Gouzot relate les résultats de plusieurs fouilles successives et mentionne avoir creusé jusqu'au rocher sous-jacent : il découvre ainsi un squelette quasi complet, dont il ne manque que la tête et une lame plate en silex. Plus tard, Émile Rivière ne découvrit qu'un éclat de silex mais il ne fouilla pas la couche inférieure.